# Estação Bom Pastor
A Estação Bom Pastor é uma das estações do Sistema de Trens Urbanos de Natal, situada em Natal, entre a Estação Padre João Maria e a Estação Cidade da Esperança. Faz parte da Linha Sul.
Localiza-se na Rua Sampaio Correia. Atende o bairro do Bom Pastor.

## Localização
A estação recebeu esse nome por estar localizada no bairro do Bom Pastor, um dos bairros mais populares de Natal. O bairro recebeu esse nome pois, entre o final dos anos 40 e início dos anos 50, o Padre Eugênio Sales fundou na região a Obra Social de Bom Pastor, que acolhia jovens expulsas de seus lares.
Em suas imediações se localiza o Cemitério Bom Pastor, onde o cantor Carlos Alexandre foi sepultado.